# Islotes Dawson
Die Islotes Dawson (spanisch) sind eine Gruppe kleiner Inseln im Archipel der Südlichen Orkneyinseln. Sie liegen vor dem westlichen Ende des Conception Point, der nördlichsten Landspitze von Coronation Island.
Argentinische Wissenschaftler benannten sie. Der weitere Benennungshintergrund ist nicht überliefert.